# Winamp
Winamp este o aplicație pentru calculatoare cu funcție de redare a fișierelor audio și video ce rulează în Sistemul de Operare Microsoft Windows. Denumirea este un acronim din limba engleză al termenilor Windows și expresia Audio MPEG Player, care înseamnă 'program de redare audio 'MPEG' pe Windows'. Revista PC World, România a descris programul Winamp ca "cel mai bun player de media" în ediția sa din 1 martie 2007. Programatorul care îl pune pe piață este Justin Frenkel. Licența comercială de punere pe piață este de tip Shareware. Licența este inclusă în pachetul cu aplicația și este adusă la cunoștința utilizatorului în momentul instalării de către program prin mesajul transmis WINAMP CLIENT LICENSE AGREEMENT.
Pe data de 20 noiembrie 2013, AOL a anunțat că site-ul oficial al programului, Winamp.com, se va închide pe data de 20 noiembrie a aceluiași an, iar softul nu se va mai putea descărca și nu va mai primi actualizări după această dată. În ziua următoare, AOL a negociat cu Microsoft să îi cumpere drepturile de proprietate intelectuală asupra programelor Winamp și SHOUTcast. În pofida anunțului AOL, site-ul Winamp nu a fost închis, iar la 1 ianuarie 2014 a fost cumpărat de către Radionomy, un agregator de posturi radio online cu sediul central în Belgia.

## Introducere
Winamp este un program complex cu caracteristicile urmatoare: redare fișiere audio, redare fișiere video, egalizator pe 10 benzi ( 60 Hz, 170 Hz 310 Hz, 600 Hz, 1 000 Hz, 3 000 Hz, 6 000 Hz, 12 000 Hz, 14 000 Hz și 16 000 kHz ), listă centralizată cu fisierele accesibile (PLAYLiST), două reprezentări dinamice distincte ale funcție desunet ('spectrogramă' dinamică în funcție de frecvență, și 'oscilogramă' funcție de amplitudine) și un al III-lea joc complex AVS de grafică avansată, amplificator software, funcții de control clasice pentru orice echipament audio profesionist și de selectare a pieselor. Alte facilități aduse aplicației se implementează prin intermediul 'pluginurilor'.

### AVS ( reprezentare grafică avansată )
În versiunea 5 există două tipuri de reprezentare grafică : AVS și Nullsoft, Inc. Tiny Fullscreen, Milkdrop . AVS este acronimul expresiei din limba englezească Advanced Visualisation System ( în românește sistem de vizualizare avansata ). Aplicația vine cu presetări ( script-uri ) ce sincronizează sunetele cu mișcări dinamice și efecte de lumină.

### Audio CD Ripping
Winamp poate copia melodii de pe CD-urile audio cu viteze de 6x în versiunea Full și Bundle și cu viteză nelimitată în versiunea Professionall.

### CD BURNING
- Winamp poate inscripționa CD-uri audio cu viteze de până la 48x.

## Fereastra principală
Interfața cu utilizatorul este fereastra compacta care deschide aplicația și se împarte în cinci zone. Începând cu versiunea v5 Winamp vine cu două tipuri de aspect, sau 'skin': clasic skin și modern skin.
1. În fereastra principală sunt afișate următoarele: cântărețul (formația), titlul piesei ruklate, anul de lansare, indexul timp, stereofonia (-s sau absența stereofoniei prin litera -m), frecvența de eșantionare exprimată în kHz și o fereastră de vizualizare a unei spectrograme.

1. A doua fereastră conține meniul de opțiuni, cursorul pentru volum, butoane pentru controlarea redării.

1. Editorul listei de melodii În fereastra a III-a se afișează numele fișierului, durata fiecarei piese și durata totală. În partea de jos a listei se regăsesc butoanele pentru controlul redării și patru butoane pentru organizarea listei: |ADD| (- adăugare fișier), |REM| (REMOVE - ștergere fișier), |SEL| (selectare și translatare fișier), |MISC| (MISCELANOUS - alte operații) și butonul |MANAGE| PLAYLIST (meniu cu scurtături pentru creare și deschidere de liste cu titlurile pieselor).

1. A iV-a fereastră de configurare este inclusă în fereastra principală iar opțiunile aduse sunt grupate în trei FiLE: una pentru setarea egalizatorului la valorile dorite, una pentru setarea câtorva opțiuni din Winamp și una pentru alegerea unui model de culori pentru interfață (atunci când se utilizează interfața Modern). Când interfața utilizată este Classic fereastra de configurare nu mai este prezentă. În locul ei se află doar egalizatorul, care de data aceasta nu mai este alipit de fereastra principală ci se află într-o fereastră imndependentă.

1. A V-a este fereastra video este destinată vizionării filmelor. Ea este alcătuită dintr-o porțiune pentru afișarea imaginii și o scurtă porțiune în partea de jos a ferestrei pe care se află butoane pentru: rularea filmului pe tot ecranul, reducerea dimensiunii imaginii, sau pentru dublarea dimensiunii imaginii. Pe fereastră se mai găsește: un buton de maximizare a ferestrei, un buton pentru televiziunea prin internet, un buton pentru alte opțiuni.

Aceeași fereastra e folosită pentru rendările (reprezentări grafice) grafice a unei melodii în ritm tempo.

## Utilizare WINAMP
Aplicatia Winamp se deschide din taskbar cu butonul cu iconita spre WINAMP.EXE.

### mp3
Se pot deschide fișiere .MP3. Acestea sunt Fișiere ce conțin informație muzicală în format digital.
Pentru deschiderea lor se procedează în felul următor:
- se descarca programul WINAMP.EXE de pe website autorizat;
  - se dă dublu click pe aplicație și se citește licența;
  - se alege locația unde se va instala;
  - programul de setup anunța finele instalării;

Aplicația s-a instalat. Aplicația se pornește în felul următor:
- - în meniul [Ms_windows|*]START din Windows shortcut-ul WINAMP. Acesta se găsește în mediul de operare Windows: buton [START]\All\&Programs\&Winamp\&winamp

Aplicația Winamp confirmă acustic în difuzoare turnînd.
- În fereastra Winamp se apasă pe butonul [add file(s) to playlist]
- utilizatorul accesează HDD-ul local și introduce calea către muzică. Un exemplu este textul următor "E:\Program Files\Winamp\demo.mp3"
- Se apasă butonul cu simbol triunghiular [|>]

Simbolurile au semnificațiile:
[|<] - melodia dinaintea melodiei în cauză. Echivalent cu [PREViOUS]
[|>] - buton ce dă o comandă de începere a redării. Echivalent cu [PLAY]
[||] - buton de pauză cu menținere poziție.
[|=|] - buton de oprire a activității aplicației. Echivalent cu [STOP]
[>|] - buton pentru fișierul următor din PLAYLiST-ul winamp. Echivalent cu [NEXT]
[><] - buton pentru-nchidere aplicație și-nchidere Windows. Se pornește cu pașii de mai sus.
După terminarea audiției melodiei, aplicația se închide din [><].

## Formate
Winamp este folosit pentru redarea fișierelor cu extensiile următoare: MP3, WAV, MID, MOD și altele care trebuie instalate. Pentru mai multe extensii v. aici.
Winamp poate să acceseze șifluxuri de date pe rețeaua Internet de tip RADIO si TV.

### INTERNET RADIO
Winamp poate deschide posturi de radio printr-o conexiune la internet pe baza unui abonament. Abonamentul are cerințe stipulate în licență care oferă acces la portalul pus la dispoziție de compania Apple-Corporation.

### DIGITAL TELEVISION
Winamp oferă în mod nativ decodare video pentru posturi TV cu emisie pe internet. Cu ajutorul unor plug-ins oferite de terțe părți Branimir Lambov<ref_needed>Winamp poate decoda semnal TV folosind un Tv tuner cu circuite integrate, de exmplu BT8x8C marca Jetway.

## Biblioteca
Este un centralizator ce pune la dispoziție într-un mod organizat accesul la fișierele de muzică și filme, ce sunt în imediata disponibilitate în sistem cât și pe Internet. Informații culese sunt stocate într-o bază de date sau se afișează în fereastră direct de pe Internet: TOP CHARTS, SHOPPING SITES, etc ...

### Plug-in
Termenul plug-ins provine din englezește și înseamnă: '(aparat) ce se conectează în' sau (info.) 'port software care accepta și trimite mesaje') . Acestea se mai folosesc la decodarea de 'formate suplimentare' și se instalează automat.
Pluginul este denumirea dată unor pachetele software care se adaugă numai aplicației Winamp și care rulează în comun cu aplicația Winamp. Acestea sunt disponibile fie dela același autor fie dela terțe părți. Un exemplu de plug-in este plug-in-ul Microsoft cu numele intern MICROSOFT WINAMP/WMA PLUG-IN V1.00 (X86) și-n fișierul "in_wm.dll") fie sunt oferite de terțe părți în anumite condiții în funcție de tipul licenței. Plaghinul Microsoft aduce funcții de decodare al fișierelor WMA.
La homepage-ul Winamp se găsește o colecție de plug-in-uri pentru noi tipuri de vizualizare, pentru citire de alte structuri de date și fișiere formatate.